# خليفة كندي (مراغة)
خليفة كندي هي قرية في مقاطعة مراغة، إيران. عدد سكان هذه القرية هو 504 في سنة 2006.